# 5年後……
「5年後…」（ごねんご）は、日本のJ-POPグループ・ONE☆DRAFTの10枚目のシングルである。2010年9月15日発売。発売元はソニー・ミュージックアソシエイテッドレコーズ。

## 概要
- 前作から約3ヶ月ぶりのリリース。

## 収録曲

### CD
全曲 作詞：LANCE、編曲：塩川満己
1. 5年後…
作曲：LANCE・Yasutaka Ishio
2. さいごのたまや -Request Remix-
作曲：LANCE

### DVD
1. 5年後… ミュージッククリップ